# دانیل آدامز
دانیل آدامز (انگلیسی: Danielle Adams؛ زادهٔ ۱۹ فوریهٔ ۱۹۸۹) بازیکن بسکتبال اهل ایالات متحده آمریکا است.